# Bhimenahalli, Ramanagara
Bhimenahalli là một làng thuộc tehsil Ramanagara, huyện Ramanagara, bang Karnataka, Ấn Độ.